# کنده شده (فیلم)
کنده شده (به هندی: Stumped) فیلمی محصول سال ۲۰۰۳ و به کارگردانی گاراو پاندی است. در این فیلم بازیگرانی همچون علی خان، راوینا تاندون، سورش منون، سلمان خان، آنجان سیرواستاو و سچین تندولکر ایفای نقش کرده‌اند.